# Вітошинський Йосип Сильвестрович
Осип (Йосип) Сильве́стрович Вітошин́ський (15 червня 1838, м. Косів, нині Івано-Франківської області — 24 січня 1901, с. Денисів, нині Козівського району Тернопільської області) — український греко-католицький священник, диригент, громадсько-освітній діяч.

## Життєпис

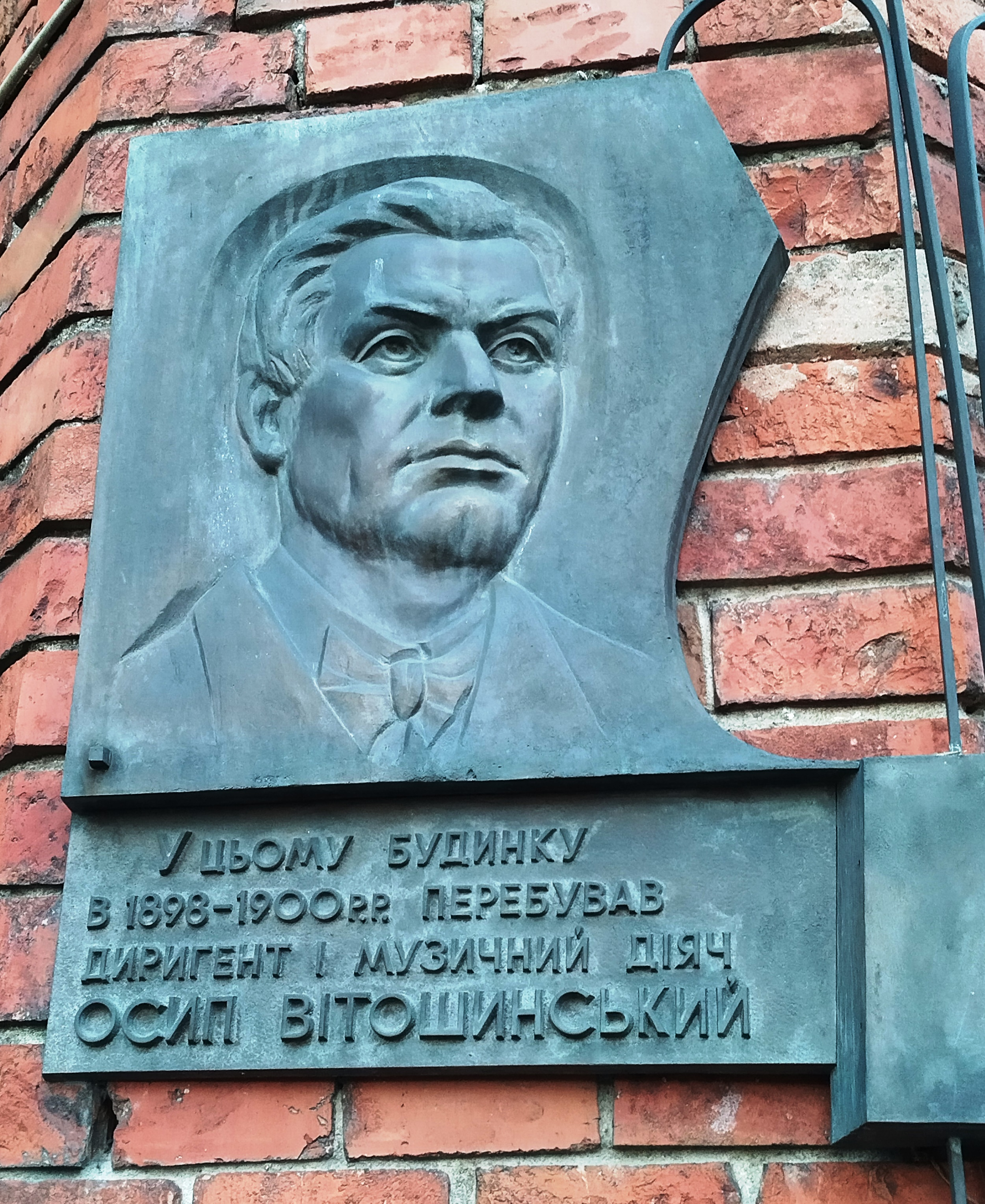
Меморіальна дошка Йосипу Вітошинському на фасаді будинку по вул. Ю. Опільського, 6 в Тернополі

| Текст вилучений зі статті через підозру в порушенні авторських прав |
| --- |
| Текст, що раніше перебував на цій сторінці, запідозрено в порушенні авторських прав на текст із таких джерел: https://tobm.org.ua/vitoshynskyj-osyp/ Дата, коли було знайдено порушення: 23 листопада 2021. Тому, хто повісив цей шаблон: На сторінку обговорення користувача, який розмістив цю статтю, варто додати повідомлення {{subst:nothanks cv\|Вітошинський Йосип Сильвестрович\|url=https://tobm.org.ua/vitoshynskyj-osyp/}} --~~~~. |
| До уваги користувача, який розмістив цю статтю Не редагуйте статтю зараз, навіть якщо ви збираєтеся її переписати. Дотримуйтесь вказівок нижче. - Якщо власник авторських прав на зазначений вище матеріал дозволяє використовувати його на умовах GNU FDL без незмінюваних секцій та Creative Commons із зазначенням автора / розповсюдження на тих самих умовах, будь ласка, сповістіть про це на сторінці обговорення цієї статті. - Якщо правовласником є ви, додайте на зазначеному вище ресурсі примітку: «Матеріали дозволено використовувати на умовах GNU FDL без незмінюваних секцій та Creative Commons із зазначенням автора / розповсюдження на тих самих умовах». - Якщо дозволу на використання цього матеріалу немає, будь ласка, зробіть одне з двох: 1. Напишіть хоча б гарний накид статті на цій підсторінці. Зверніть увагу: не треба копіювати текст, що порушує авторські права, на зазначену підсторінку й редагувати його. Якщо ви взялися за написання нової статті, не забудьте сповістити про це на сторінці обговорення. 2. Залиште все як є, і тоді статтю буде вилучено. У випадку, якщо новий текст написано не буде, цю статтю буде вилучено через тиждень після появи цього попередження (детальніше див. документацію шаблону). Вихідний текст цієї статті з можливим порушенням копірайту можна знайти в історії змін. Зверніть увагу, що розміщення у Вікіпедії матеріалів, автор яких не надав явного дозволу на їхнє використання відповідно до ліцензії GNU FDL без незмінюваних секцій та Creative Commons із зазначенням автора / розповсюдження на тих самих умовах, може бути порушенням законів про авторське право. Користувачів, які додають до Вікіпедії такі матеріали, може бути тимчасово позбавлено права редагувати статті. Попри все, ми завжди раді вашим оригінальним статтям. Дякуємо. Цю сторінку внесено до категорії Вікіпедія:Можливе порушення авторських прав. |

## Родина
Син — Вітошинський Володимир Йосипович (1869—1930), тернопільський лікар, учасник багатьох українських організацій та пропагандист спорту серед молоді, очолював Тернопільську організацію українського товариства «Сокіл». Мешкав з дружиною Олімпією, також знаною учасницею добродійних акцій по вулиці Юліана Опільського, 6. В цьому будинку часто гостював сам Йосип Сильвестрович а також Василь Стефаник, товариш Володимира ще зі студентських літ.